# الانکسار (مسلسل)
مسلسل الانكسار هو مسلسل تركي تم عرضه باللهجة السورية على قناة إم بي سي 1 في 6 أبريل 2025.

## قصة المسلسل
تشك (هاندان) في زيادة رحلات العمل لزوجها المثير للإعجاب (كينان) وعندما تجد سوار غريب معه تتأكد من شكوكها، لذا تستعين بصديقته المقربة (أوزليم) للكشف عن الحقيقة.

## طاقم العمل
خالد أرغنتش/جوان الخضر كينان باران

ميرفي دزدار/لمى إبراهيم: فادي

أسيلهان كوربوز/كوزيت حداد: هاندان

نيلبري شاهينكايا/ريم عبد العزيز: أوزليم